# Юэ, Морис
Морис Фернан Юэ (фр. Maurice Fernand Huet; 1 декабря 1918 — 8 июня 1991) — французский фехтовальщик-шпажист, олимпийский чемпион, призёр чемпионатов мира.

## Биография
Родился в 1918 году в Париже. В 1948 году стал чемпионом Олимпийских игр в Лондоне. В 1950 и 1953 годах становился серебряным призёром чемпионатов мира. На чемпионате мира 1954 года стал обладателем бронзовой медали. В 1955 году вновь стал серебряным призёром чемпионата мира. На чемпионате мира 1958 года завоевал бронзовую медаль.